# Мая Осташевська

Майя Осташевська (народилася 3 вересня 1972) — польська актриса театру і телебачення.

## Біографія
Народилася в Кракові, є дочкою польського музиканта Яцека Осташевського з роду Остоя. Почала навчання акторській майстерності в рідному Кракові, а пізніше закінчила PWST у 1996 році
. Відтоді вона грала здебільшого в "Teatr Rozmaitości" у Варшаві, працюючи з відомими польськими режисерами, такими як Кристіан Лупа, Кшиштоф Варліковський та Гжегож Яжина.
У 1993 році, під час навчання акторській майстерності, вона зіграла невелику роль у всесвітньо відомому фільмі 
 «Списку Шиндлера» Стівена Спілберга, хоча справжній її дебют у кіно відбувся в 1997 році з телефільмом «Пристань».  За цю роль вона отримала нагороду за найкращу жіночу роль на Фестивалі польського кіно, що проходив у Гдині в 1998 році.
В 2007 році Майя Осташевська зіграла одну з головних героїнь у номінованому на 
премію «Оскар» фільмі Анджея Вайди
«Катинь».
У 2012 році вона отримала премію «Телекамера» за найкращу жіночу роль, а в лютому 2013 року отримала номінацію на премію «Віктор» за акторську роботу на телебаченні.
В 2022 році Мая Осташевська підписала колективний лист відомих поляків, в підтримку України, із засудженням агресії Росії.

## Особисте життя
Перебуває у стосунках із польським кінематографістом Міхалом Енглертом, сином актора Мацея Енглерта.  Вона має від нього двох дітей: сина Францішека (2007 р.н.) і доньку Яніну (2009 р.н.). За віросповіданням є бутисткою. Відома своєю підтримкою ЛГБТ-спільноти.

## Фільмографія
- 1993 рік - Список Шиндлера – Несамовита жінка Haven (1998) – Кароліна
- 2000 рік - Предстоятель - фільм "Три тисячі років" - "Сестра Леонія"
- 2000 рік Егоїсти – фільм "Клієнт рекламного агентства"
- 2002 рік - фільм "Де живуть ескімоси" – "Дівчина в готелі"
- 2002 рік - фільм "Піаніст" – "Жінка з дитиною"
- 2003 рік фільм "Зміни" – "Марта Мицінська"
- 2005 рік фільм "Солідарність, солідарність..." – Доросла Мая (серія «Батько»)
- 2006 рік фільм "Самотність в Інтернеті"  – "Доктор"
- 2007 рік фільм "Катинь" – "Анна"
- 2008 рік "Скільки важить троянський кінь?"  – "Лідка"
- 2009 рік - фільм "Яносик: Справжня історія" – "Маргета"
- 2011 рік - фільм "Заплутаність" – "Агата Шацька"
- 2011-2013 роки серіал "Рецепт життя" – "Беата Дармєта"
- 2013 рік фільм "In the Name Of" – "Єва"
- 2013 рік фільм "Джек Стронг" – "Ханя"
- 2015 рік Зерно правди  – Вероніка Шацка (озвучка)
- 2015 рік "Боді" – "Анна"
- 2015 рік фільм "Ladies Dulskie" – "Меланія Дульська"
- 2016 рік фільм "Пітбуль: Новий порядок" – "Олька"
- 2016 рік - "Пітбуль.  Небезпечні жінки" – "Олька"
- 2017-2018 рік серіал "Діагноз" – "Анна Новак"
- 2020 рік - фільм "Ніколи більше не буде снігу"
- 2022 рік - фільм "Брод Пік" – "Єва Дяковська-Бербека"
- 2023 рік - "Зелений кордон" – "Юлія"